# Yoo Jae-myung
Yoo Jae-myung (en hangul, 유재명; RR: Ryu Jae-myeong), es un veterano y popular actor surcoreano.

## Biografía
Comenzó a salir con una actriz de teatro. La pareja se comprometió y el 21 de octubre del 2018 se casaron, después de salir por cinco años. La pareja tiene un hijo.

## Carrera
Es miembro de la agencia Ace Factory (에이스팩토리). Previamente formó parte de la agencia SBD Entertainment.
En julio del 2013 se unió al elenco recurrente de la serie The Blade and Petal donde interpretó a Kil-boo, un hombre de Geumhwadan y el padre de So-hee.
En noviembre del 2015 se unió al elenco recurrente de la serie Reply 1988 donde dio vida a Ryu Jae-myung, el padre de Ryu Dong-ryong (Lee Dong-hwi).
En marzo del 2016 se unió al elenco recurrente de la serie My Horrible Boss donde interpretó a Jo Dong-gyoo, el presidente de "Lovely Cosmetic".
En agosto del mismo año se unió al elenco recurrente de la serie Jealousy Incarnate donde dio vida a Uhm Ki-dae, un empleado de la empresa de radiodifusión "SBC".
En diciembre del mismo año se unió al elenco recurrente de la serie Hwarang: The Poet Warrior Youth (también conocida como "Hwarang") donde interpretó a Pa-oh, el guardaespaldas personal del Príncipe Sammaekjong (Park Hyung-sik).
En febrero del 2017 se unió al elenco recurrente de la popular serie Strong Woman Do Bong-soon donde dio vida a Do Chil-goo, el padre de Do Bong-soon (Park Bo-young).
El 10 de junio del mismo año se unió al elenco principal de la primera temporada de la serie Forest of Secrets (también conocida como "Stranger") donde interpretó a Lee Chang-joon, el fiscal en jefe de la Fiscalía del Distrito Oeste de Seúl, hasta el final de la primera temporada el 30 de julio del mismo año.
Ese mismo año realizó una aparición especial en la serie Prison Playbook donde dio vida al abogado del jugador Kim Je-hyuk (Park Hae-soo).
El 23 de junio del 2018 se unió al elenco principal de la serie Life donde interpretó al doctor Joo Kyung-moon, el jefe del departamento de cirugía torácica y cardiovascular, hasta el final de la serie el 11 de septiembre del mismo año.
El 17 de septiembre del mismo año se unió al elenco principal del drama Ping Pong Ball donde dio vida a Kim Deuk-hwan, un hombre excéntrico, misterioso y sin hogar que tiene conocimientos sobre varios temas.
En octubre del mismo año se unió al elenco recurrente de la serie The Smile Has Left Your Eyes donde interpretó al psiquiatra Yang Kyung-mo.
El 23 de marzo del 2019 se unió al elenco principal de la serie Confession donde dio vida a Gi Choon-ho, un antiguo detective de crímenes violentos, hasta el final de la serie el 12 de mayo del mismo año.
El 1 de abril del mismo año apareció por primera vez como invitado de la serie My Fellow Citizens!, donde interpretó a Kang Soo-il, un candidato a la asamblea.
En noviembre de 2019 protagonizó la película Bring Me Home, con el personaje del policía corrupto Hong Kyeong-jang.
El 31 de enero del 2020 se unió al elenco principal de la serie Itaewon Class donde dio vida a Jang Dae-hee, el CEO de la compañía de comida "Jangga Group", así como el padre de Jang Geun-won (Ahn Bo-hyun) y Jang Geun-soo (Kim Dong-hee), hasta el final de la serie el 21 de marzo del mismo año.
En febrero de 2021 se unió al elenco recurrente de la serie Vincenzo donde interpretó a Hong Yoo-chan, un abogado y el padre de Hong Cha-young (Jeon Yeo-been).
El 22 de septiembre del mismo año se unió al elenco principal de la serie Hometown donde dio vida a Choi Hyung-in, un detective de la policía que investiga una serie de extraños asesinatos.
En 2022 se unió al elenco de la serie histórica y de acción Song of the Bandits, donde interpreta a Choi Choong-soo, un terrateniente que está implicado en actividades de resistencia contra el ejército japonés durante el período colonial coreano.

## Filmografía

### Series de televisión
| Año         | Título                                                    | Personaje               | Notas                                  |
| ----------- | --------------------------------------------------------- | ----------------------- | -------------------------------------- |
| 2023        | Song of the Bandits                                       | Choi Choong-soo         | [ 21 ] [ 22 ]                          |
| 2022        | The Sound of Magic                                        | -                       |                                        |
| 2022        | Insider                                                   | Noh Young-guk           | [ 23 ]                                 |
| 2022        | Tribunal de menores                                       | Um Joon-gi              |                                        |
| 2021        | Hometown                                                  | Det. Choi Hyung-in      | [ 24 ] [ 25 ] [ 26 ]                   |
| 2021        | Hospital Playlist 2                                       | Prof. Shin Sung-eui     | ep. #9 - (participación especial)      |
| 2021        | Times                                                     | Kim Jin-chul            | ep. #1-2 - (participación especial)    |
| 2021        | Vincenzo                                                  | Hong Yoo-chan           | 4 episodios - (participación especial) |
| 2020        | Forest of Secrets 2                                       | Lee Chang-joon          | ep. #16 - (participación especial)     |
| 2020        | Mystic Pop-up Bar                                         | Emperador de Jade (voz) | (participación especial)               |
| 2020        | Itaewon Class                                             | Jang Dae-hee            | 16 episodios                           |
| 2019        | My Fellow Citizens!                                       | Kang Soo-il             | 9 episodios                            |
| 2019        | Confession                                                | Det. Gi Choon-ho        | 16 episodios                           |
| 2018        | The Smile Has Left Your Eyes                              | Psiq. Yang Kyung-mo     |                                        |
| 2018        | Drama Festa - "Ping Pong Ball"                            | Kim Deuk-hwan           | 2 episodios                            |
| 2018        | Life                                                      | Dr. Joo Kyung-moon      | 16 episodios                           |
| 2017        | The Most Beautiful Goodbye                                | Kim Geun-deok           |                                        |
| 2017        | Prison Playbook                                           | Abogado                 |                                        |
| 2017        | Forest of Secrets                                         | Lee Chang-joon          | 16 episodios                           |
| 2017        | Strong Woman Do Bong-soon                                 | Do Chil-goo             | 15 episodios                           |
| 2016 - 2017 | Hwarang: The Poet Warrior Youth                           | Pa-oh                   |                                        |
| 2016        | Jealousy Incarnate                                        | Uhm Ki-dae              |                                        |
| 2016        | The Good Wife                                             | Son Dong-ho             |                                        |
| 2016        | A Beautiful Mind                                          | Noh Seung-chan          |                                        |
| 2016        | My Horrible Boss                                          | Jo Dong-gyoo            |                                        |
| 2015 - 2016 | Reply 1988                                                | Ryu Jae-myung           |                                        |
| 2015        | Mrs. Cop                                                  | Cómplice                |                                        |
| 2014 - 2015 | Forever Young                                             | Maestro Yoon            |                                        |
| 2014        | House of Bluebird                                         | Jefe de Depto. Im       |                                        |
| 2014        | Misaeng                                                   | Empleado de la Fábrica  | ep. #16 - (cameo)                      |
| 2014        | Drama Special - "Illegal Parking"                         | Kim Byung-gab           |                                        |
| 2014        | Angel Eyes                                                | -                       | (cameo)                                |
| 2014        | Lunar New Year Special Drama - "Wonderful Day in October" | -                       | 2 episodios                            |
| 2013        | Good Doctor                                               | Asesino                 | ep. #15 - (cameo)                      |
| 2013        | The Blade and Petal                                       | Kil-boo                 |                                        |
| 2013        | TEN 2                                                     | Jefe del Centro         |                                        |
| 2012        | Quiz of God Season 3                                      | Anestesiólogo Lee       |                                        |
| 2012        | Ji Woon-soo's Stroke of Luck                              | Padre de Min-seo        |                                        |
| 2012        | Angel's Choice                                            | -                       |                                        |
| 2012        | The King 2 Hearts                                         | -                       |                                        |
| 2011        | I Live in Cheongdam-dong                                  | -                       |                                        |
| 2011        | My Daughter the Flower                                    | Reportero Baek          |                                        |
| 2011        | Lights and Shadows                                        | Director de Cine        |                                        |
| 2010        | Drama Special - "Last Flashman"                           | -                       | ep. #1                                 |

### Películas
| Año  | Título                               | Personaje                  | Notas                                                                                                 |
| ---- | ------------------------------------ | -------------------------- | --- |
| 2024 | Harbin                               | Choi Jae-hyung             | junto a Hyun Bin, Park Jung-min, Jo Woo-jin y Jeon Yeo-been                                           |
| 2024 | Firefighters                         | Kang In-ki                 | junto a Joo Won, Kwak Do-won, Lee Yoo-young, Kim Min-jae, Oh Dae-hwan, Lee Joon-hyuk y Jang Young-nam |
| 2024 | Land of Happiness                    | Jeon Sang-doo              | junto a Jo Jung-suk y Lee Sun-kyun                                                                    |
| 2022 | Hunt                                 | (aparición especial)       | junto a Lee Jung-jae y Jung Woo-sung.                                                                 |
| 2022 | Broker                               | Ingeniero de la Estación   | |
| 2022 | Bigwang                              | -                          | |
| 2022 | Alien + People                       | -                          | junto a Ryu Jun-yeol, Kim Tae-ri, Kim Woo-bin, Lee Ha-na y So Ji-sub                                  |
| 2022 | Season of You and Me                 | Manager                    | junto a Kim Dong-hee, Kim Hye-jun y Jin Seon-kyu                                                      |
| 2022 | Kingmaker                            | Kim Young-ho               | junto a Lee Sun-kyun, Sol Kyung-gu, Jo Woo-jin y Park In-hwan                                         |
| 2020 | Firefighter (Firemen)                | Jefe de Bomberos           | junto a Kwak Do-won, Joo Won, Lee Yoo-young, Lee Joon-hyuk y Jang Young-nam                           |
| 2020 | Voice of Silence (Without a Sound)   | Park Chang-bok             | junto a Yoo Ah-in, Lee Hae-woon, Yoo Sung-hoo e Im Kang-sung                                          |
| 2020 | Baseball Girl                        | Jefe de Equipo Kim         | |
| 2019 | The Snob                             | Yoo Ji-hyun                | junto a Song Jae-rim, Yoo Da-in, Shim Hee-sub, Ok Ja-yeon y Kim Joo-ryung                             |
| 2019 | Bring Me Home                        | Hong Kyeong-jang           | junto a Lee Young-ae, Park Hae-joon y Lee Won-keun.                                                   |
| 2019 | Moonlit Winter                       | In-ho                      | junto a Kim Hee-ae, Yūko Nakamura, Kim So-hye y Sung Yu-bin                                           |
| 2019 | Way Back Home                        | Chang-seop                 | junto a Han Woo-yeon, Jeon Seok-ho, Yeom Hye-ran y Oh Min-ae                                          |
| 2019 | The Beast                            | Det. Min-tae               | [ 41 ]                                                                                                |
| 2019 | The Gangster, the Cop, the Devil     | Heo Sang-do                | junto a Ma Dong seok, Kim Mu-yeol, Choi Min-chul, Kim Sung-kyu y Heo Dong-won                         |
| 2019 | Money                                | Encargado del Trato        | |
| 2019 | Mal-Mo-E: The Secret Mission         | Kim Doo-bong               | |
| 2018 | Feng Shui                            | Koo Yong-sik               | junto a Jo Seung-woo, Ji Sung, Kim Sung-kyun, Lee Won-keun, Kim Min-jae y Kang Tae-oh                 |
| 2018 | After Spring                         | Sang-won                   | junto a Jeon Seok-ho, Jeon Mi-seon, Kim Hye-joon y Kim Min-ha                                         |
| 2018 | Golden Slumber                       | Sang-won                   | junto a Gang Dong-won, Han Hyo-joo, Kim Eui-sung, Kim Sung-kyun, Kim Dae-myung y Lee Hak-joo          |
| 2018 | Drug King                            | Det. en Jefe Kim           | |
| 2018 | Broker                               | Ingeniero de Emisora       | |
| 2017 | VIP                                  | Gerente                    | |
| 2017 | The Chase                            | Detective Ko               | |
| 2017 | Merry Christmas Mr. Mo               | Man-je                     | |
| 2017 | A Day                                | Kang-sik                   | |
| 2017 | An Unforgettable Letter              | -                          | (corto)                                                                                               |
| 2016 | The Truth Beneath                    | -                          | |
| 2015 | The Tiger: An Old Hunter's Tale      | Cazador Yoo                | |
| 2015 | Inside Men                           | Reportero en Jefe          | |
| 2015 | Veteran                              | Camionero                  | |
| 2015 | Made in China                        | Presidente Jang            | |
| 2015 | Outsider: Mean Streets               | -                          | |
| 2015 | Fourth Place                         | -                          | |
| 2014 | Minor Club                           | -                          | |
| 2014 | Whistle Blower                       | Director del Hospital      | |
| 2014 | The Tunnel                           | Dueño de Mina              | |
| 2014 | For the Emperor                      | Agente de Bolsa            | |
| 2014 | Monster                              | Oficial de la Policía      | junto a Lee Min-ki, Kim Go-eun, Ahn Seo-hyun, Kim Bo-ra y Park Byung-eun                              |
| 2013 | Steal My Heart                       | Doctor                     | |
| 2013 | Commitment                           | Kim Sun-myung              | |
| 2013 | The Face Reader                      | Oficial del Gobierno       | |
| 2013 | Rockin' on Heaven's Door             | Dr. de Cuidados Intensivos | |
| 2012 | Steal My Heart                       | Jefe de Seguridad Pública  | |
| 2012 | Code Name: Jackal                    | Concejal                   | |
| 2012 | Nameless Gangster: Rules of the Time | Detective Kim              | |
| 2012 | Miss Conspirator                     | Jefe de Detectives         | |
| 2011 | Hit                                  | Ha-na                      | |
| 2009 | Wish                                 | Mtro. Moon Hak-jong        | |
| 2008 | Open City                            | Miembro de la Sección      | |
| 2007 | Meet Mr. Daddy                       | Doctor                     | |
| 2006 | Bloody Tie                           | Oficial de la Policía      | |
| 2006 | Almost Love                          | Director de Películas      | |
| 2005 | Blue Swallow                         | Investigador Militar       | |
| 2001 | The Last Witness                     | Cautivo                    | |

### Programas de variedades
| Año  | Programa                                                        | Notas                |
| ---- | --------------------------------------------------------------- | -------------------- |
| 2018 | Kim Je-dong's Talk to You (김제동의 톡투유 - 걱정 말아요! 그대) | invitado             |
| 2016 | Problematic Men: Season 1                                       | (ep. #51) - invitado |

### Programas de radio
| Año  | Programa                 | Notas    |
| ---- | ------------------------ | -------- |
| 2018 | FM 영화음악 한예리입니다 | invitado |

### Presentador
| Año  | Título                    | Notas                    |
| ---- | ------------------------- | ------------------------ |
| 2021 | 57th Baeksang Arts Awards | presentador de categoría |

### Teatro
| Año  | Título           | Personaje | Notas |
| ---- | ---------------- | --------- | ----- |
| 2018 | 트라우마         | -         |       |
| 2013 | 그게 아닌데      | -         |       |
| 2008 | 어떤 싸움의 기록 | -         |       |
| 1997 | 서툰 사람들      | -         |       |

## Premios y nominaciones
| Año  | Categoría                  | Premio                          | Trabajo                 | Resultado |
| ---- | -------------------------- | ------------------------------- | ----------------------- | --------- |
| 2021 | Best Supporting Actor      | 57th Baeksang Arts Award        | Voice of Silence        | Nominado  |
| 2020 | Best Supporting Actor (TV) | 56th Baeksang Arts Award        | Itaewon Class           | Nominado  |
| 2018 | Best Supporting Actor      | 6th APAN Star Award             | Life                    | Ganó      |
| 2018 | Best Supporting Actor (TV) | 54th Baeksang Arts Award        | Forest of Secrets       | Nominado  |
| 2017 | Short Film Star Award      | Korean Film Shining Star Awards | An Unforgettable Letter | Ganó      |